# 維多利亞 (電視劇)
維多利亞（Victoria）是2016年的一部英國電視劇。由珍娜·科爾曼主演。是根據維多利亞本人的日記和書信改編，描述她的早年生活，包括她18歲繼位以及與阿爾伯特親王（當時是德國薩克森-科堡-哥達王子）之間的愛情故事。

## 製作與播出
該劇在2015年9月正式宣布製作，科爾曼也因此退出了，以在這部電視劇中出演維多利亞女王。電視劇在2016年8月28日於獨立電視網（ITV）首播。第一季共有8集，在2016年10月9日播畢。2016年9月，ITV表示將繼續製作播出第二季，首集在2017年8月27日播出。2017年12月續訂了第三季，2019年1月起播出。

## 登場人物
- 珍娜·科爾曼 飾演 維多利亞女王
- 湯姆·休斯 飾演 艾伯特親王
- Catherine Flemming 飾演 肯特公爵夫人
- 保羅·萊斯 飾演 約翰·康羅伊爵士
- 盧夫斯·塞維爾 飾演 墨爾本勛爵
- Peter Bowles 飾演 威靈頓公爵
- Nigel Lindsay 飾演 羅伯特·皮爾爵士
- Daniela Holtz 飾演 男爵夫人雷曾
- Nell Hudson 飾演 斯凱瑞特小姐
- Eve Myles 飾演 簡金斯夫人
- 費迪南德·金斯利 飾演 佛蘭卡特利主廚
- Adrian Schiller 飾演 潘奇總管
- 湯米·耐特 飾演 Archibald Brodie管家
- 大衛·奧克斯 飾演 恩斯特親王
- Alex Jennings 飾演 比利時國王利奧波德
- 彼得·佛斯 飾演 坎伯蘭公爵
- Nichola McAuliffe 飾演 坎伯蘭公爵夫人
- Nicholas Agnew 飾演 喬治親王
- 安娜·威爾遜-瓊斯 飾演 男爵夫人波特曼
- Margaret Clunie 飾演 薩瑟蘭公爵夫人
- Alice Orr-Ewing 飾演 弗洛拉·黑斯廷斯
- Jordan Waller 飾演 阿爾弗雷德·佩吉德勳爵
- David Bamber 飾演 薩塞克斯公爵
- 黛西·古德溫 飾演 因弗內斯公爵夫人
- James Wilby 飾演 皮爾斯·吉福德爵士
- Basil Eidenbenz 飾演 洛萊因
- Andrew Scarborough 飾演 Captain Childers
- Harry McEntire 飾演 愛德華·牛津

## 外部連結
- 互联网电影数据库（IMDb）上《Victoria》的资料（英文）